# Prochoristis calamochroa
Prochoristis calamochroa là một loài bướm đêm trong họ Crambidae.